# Фояно ди Вал Форторе
Фоя̀но ди Вал Форто̀ре (на италиански: Foiano di Val Fortore; на неаполитански: Fuian, Фуянъ) е село и община в Южна Италия, провинция Беневенто, регион Кампания. Разположено е на 520 m надморска височина. Населението на общината е 1484 души (към 2010 г.).